# The Bulgari Connection
The Bulgari Connection é um romance de 2001, escrito pela britânica Fay Weldon, que se tornou notório por sua ligação comercial com a joalheria Bulgari: em troca de 18 mil libras esterlinas, pediu-se à autora para mencionar o nome da joalheria pelo menos 12 vezes. 
Ambientado em Londres, o livro conta a história de Grace McNab Salt e de sua reintegração à sociedade após passar um período na prisão, por tentar atropelar a amante de seu marido, Doris Dubois, com seu Jaguar.
No Brasil, é publicado pela editora Record, com o título de Conexão Bulgari.